# Jan-Michael Williams
Jan-Michael Grantley Williams (Couva, 26 de outubro de 1984) é um futebolista trinitário que atuava como goleiro. Exerce também a função de treinador de goleiros no HFX Wanderers.

## Carreira
Em 16 anos de carreira, iniciada em 2003 no W Connection, atuou em clubes da Bélgica (White Star Woluwé), Hungria (Ferencváros), Canadá (Athletic Club of BC e HFX Wanderers), Honduras (Juticalpa) e Guatemala (Sacachispas), além de ter defendido outras 3 equipes de seu país natal (St. Ann's Rangers, Central FC e North East Stars).
Prejudicado por lesões, Williams aposentou-se no final da temporada 2019 da Campeonato Canadense, passando a trabalhar como treinador de goleiros do HFX Wanderers. Porém, voltou à ativa em agosto de 2020 para suprir a ausência de Christian Oxner.

## Seleção Trinitária
Com passagem pelas seleções de base de Trinidad e Tobago, Williams representou a equipe principal dos Soca Warriors em 80 jogos entre 2003 e 2017, sendo o jogador com mais partidas em sua posição e o 8º no geral.
Esquecido por Leo Beenhakker para a Copa de 2006, o goleiro participou de 3 edições da Copa Ouro da CONCACAF (2007, 2013 e 2015).

## Títulos
W Connection
- TT Pro League: 2005 e 2011–12
- Copa da Liga de Trinidad e Tobago: 2004, 2005 e 2006
- Campeonato de Clubes do Caribe: 2006

Ferencváros
- Segunda Divisão Húngara: 2008–09

Central FC
- TT Pro League: 2014–15, 2015–16 e 2016–17
- Copa de Trinidade e Tobago: 2013–14
- Campeonato de Clubes do Caribe: 2015 e 2016